# Tân Phước Hưng
Tân Phước Hưng là một xã thuộc thành phố Cần Thơ, Việt Nam.

## Địa lý
Xã Tân Phước Hưng có vị trí địa lý:
- Phía đông giáp phường Ngã Bảy và xã Đại Hải
- Phía tây giáp xã Phương Bình
- Phía nam giáp xã Hồ Đắc Kiện và xã Long Hưng
- Phía bắc giáp xã Hiệp Hưng.

Xã Tân Phước Hưng có diện tích 57,77 km², dân số năm 2024 là 25.745 người, mật độ dân số đạt 445 người/km².

## Lịch sử
Sau này chính quyền thực dân Pháp tiến hành một nhất một số làng và lấy tên làng mới như: Tân Phước Hưng (hợp nhất Tân Lập, Mỹ Phước và Tân Hưng).
Ngày 31 tháng 12 năm 1943, làng Tân Phước Hưng thuộc tổng Định Phước, quận Phụng Hiệp.
Chính quyền Việt Minh cũng quyết định tách một phần đất đai xã Tân Phước Hưng giao về cho huyện Châu Thành, tỉnh Sóc Trăng quản lý.
Ngày 20 tháng 9 năm 1975, Bộ Chính trị ban hành Nghị quyết số 245-NQ/TW về việc hợp nhất tỉnh Cần Thơ (ngoại trừ huyện Thốt Nốt), tỉnh Sóc Trăng, tỉnh Trà Vinh, tỉnh Vĩnh Long thành một tỉnh, tên gọi tỉnh mới cùng với nơi đặt tỉnh lỵ sẽ do địa phương đề nghị lên.
Ngày 20 tháng 12 năm 1975, Bộ Chính trị ban hành Nghị quyết số 19/NQ về việc hợp nhất tỉnh Cần Thơ (bao gồm cả huyện Thốt Nốt của tỉnh Long Xuyên), tỉnh Sóc Trăng thành một tỉnh mới, tên gọi tỉnh mới cùng với nơi đặt tỉnh lỵ sẽ do địa phương đề nghị lên.
Ngày 24 tháng 2 năm 1976, Chính phủ Cách mạng lâm thời Cộng hòa miền Nam Việt Nam ban hành Nghị định số 3/NQ/1976 về việc hợp nhất tỉnh Cần Thơ, tỉnh Sóc Trăng và thành phố Cần Thơ thành một tỉnh mới, lấy tên là tỉnh Hậu Giang.
Ngày 26 tháng 12 năm 1991, Quốc hội ban hành Nghị quyết về việc chia tỉnh Hậu Giang thành tỉnh Cần Thơ và tỉnh Sóc Trăng.
Ngày 26 tháng 11 năm 2003, Quốc hội ban hành Nghị quyết số 22/2003/QH11 về việc chia tỉnh Cần Thơ thành thành phố Cần Thơ trực thuộc trung ương và tỉnh Hậu Giang.
Ngày 26 tháng 7 năm 2005, Chính phủ ban hành Nghị định số 98/2005/NĐ-CP về việc:
- Thành lập thị xã Tân Hiệp thuộc tỉnh Hậu Giang.
- Chuyển 220 ha diện tích tự nhiên và 1.170 nhân khẩu của xã Tân Phước Hưng thuộc huyện Phụng Hiệp về thị xã Tân Hiệp mới thành lập quản lý.
- Thành lập phường Lái Hiếu thuộc thị xã Tân Hiệp trên cơ sở điều chỉnh 120 ha diện tích tự nhiên và 670 nhân khẩu của xã Tân Phước Hưng thuộc huyện Phụng Hiệp.
- Thành lập phường Hiệp Thành thuộc thị xã Tân Hiệp trên cơ sở điều chỉnh 100 ha diện tích tự nhiên và 500 nhân khẩu của xã Tân Phước Hưng thuộc huyện Phụng Hiệp.
- Xã Tân Phước Hưng thuộc huyện Phụng Hiệp.

Sau khi điều chỉnh địa giới hành chính, xã Tân Phước Hưng còn lại 5.722,31 ha diện tích tự nhiên và 19.925 nhân khẩu
Ngày 24 tháng 1 năm 2011, Chính phủ ban hành Nghị quyết số 06/NQ-CP về việc thành lập thị trấn Búng Tàu thuộc huyện Phụng Hiệp trên cơ sở điều chỉnh 1.518,5 ha diện tích tự nhiên và 7.413 nhân khẩu của xã Tân Phước Hưng.
Sau khi chia điều chỉnh, xã Tân Phước Hưng còn lại 4.268,44 ha diện tích tự nhiên và 12.755 người.
Ngày 3 tháng 7 năm 2015, HĐND tỉnh Hậu Giang ban hành Nghị quyết số 05/2015/NQ-HĐND về việc thành lập ấp Tân Phú A1 thuộc xã Tân Phước Hưng trên cơ sở điều chỉnh diện tích, dân số của ấp Tân Phú B1.
Ngày 11 tháng 7 năm 2019, HĐND tỉnh Hậu Giang ban hành Nghị quyết số 11/2019/NQ-HĐND về việc thành lập ấp Tân Phú thuộc thị trấn Búng Tàu trên cơ sở ấp Tân Phú A1 và ấp Tân Phú A2.
Tính đến ngày 31/12/2024:
- Thị trấn Búng Tàu có 4 ấp: Hòa Hưng, Tân Hưng, Tân Phú, Tân Thành.
- Xã Tân Phước Hưng có 7 ấp: Mùa Xuân, Mỹ Phú, Mỹ Thạnh, Phó Đường, Tân Phú BI, Tân Phú BII, Thành Viên.

Ngày 12 tháng 6 năm 2025, Quốc hội ban hành Nghị quyết số 202/2025/QH15 về việc sắp xếp đơn vị hành chính cấp tỉnh (nghị quyết có hiệu lực từ ngày 12 tháng 6 năm 2025). Theo đó, sáp nhập tỉnh Hậu Giang và tỉnh Sóc Trăng vào thành phố Cần Thơ.
Ngày 16 tháng 6 năm 2025:
- Quốc hội ban hành Nghị quyết số 203/2025/QH15[13] về việc Sửa đổi, bổ sung một số điều của Hiến pháp nước Cộng hòa xã hội chủ nghĩa Việt Nam. Theo đó, kết thúc hoạt động của đơn vị hành chính cấp huyện trong cả nước từ ngày 1 tháng 7 năm 2025.
- Ủy ban Thường vụ Quốc hội ban hành Nghị quyết số 1668/NQ-UBTVQH15[14] về việc sắp xếp các đơn vị hành chính cấp xã của thành phố Cần Thơ năm 2025 (nghị quyết có hiệu lực từ ngày 16 tháng 6 năm 2025). Theo đó, sáp nhập toàn bộ 14,67 km² diện tích tự nhiên và quy mô dân số là 8.927 người của thị trấn Búng Tàu vào toàn bộ 43,1 km² diện tích tự nhiên và quy mô dân số là 16.818 người của xã Tân Phước Hưng thuộc huyện Phụng Hiệp, tỉnh Hậu Giang.

Xã Tân Phước Hưng có 57,77 km² diện tích tự nhiên và quy mô dân số là 25.745 người.